# Finnország a 2020. évi nyári olimpiai játékokon
Finnország a Tokióban, Japánban megrendezett 2020. évi nyári olimpiai játékok egyik részt vevő nemzete. Az országot az olimpián 11 sportágban 45 sportoló képviseli.

## Érmesek
| Érem  | Versenyző      | Sportág   | Versenyszám      | Dátum        |
| ----- | -------------- | --------- | ---------------- | ------------ |
| Bronz | Matti Mattsson | Úszás     | Férfi 200 m mell | július 29.   |
| Bronz | Mira Potkonen  | Ökölvívás | Női könnyűsúly   | Augusztus 5. |

## Íjászat
Férfi
| Versenyző      | Versenyszám | Selejtező | Selejtező | 64-es főtábla       | 32-es főtábla     | Nyolcaddöntő      | Negyeddöntő       | Elődöntő          | Döntő / Bronzmérkőzés | Döntő / Bronzmérkőzés |
| Versenyző      | Versenyszám | Pont      | Kiemelt   | Ellenfél Eredmény   | Ellenfél Eredmény | Ellenfél Eredmény | Ellenfél Eredmény | Ellenfél Eredmény | Ellenfél Eredmény     | Helyezés              |
| -------------- | ----------- | --------- | --------- | ------------------- | ----------------- | ----------------- | ----------------- | ----------------- | --------------------- | --------------------- |
| Antti Vikström | Egyéni      | 649       | 45.       | Mohamad (MAS) · 5-6 | kiesett           | kiesett           | kiesett           | kiesett           | kiesett               | kiesett               |

## Lovaglás
| Versenyző    | Ló        | Versenyszám        | Díjlovaglás | Díjlovaglás | Tereplovaglás | Tereplovaglás | Tereplovaglás | Díjugratás | Díjugratás | Végeredmény | Végeredmény |
| Versenyző    | Ló        | Versenyszám        | Bünt.       | Hely.       | Bünt.         | Össz.         | Hely.         | Bünt.      | Hely.      | Bünt.       | Helyezés    |
| ------------ | --------- | ------------------ | ----------- | ----------- | ------------- | ------------- | ------------- | ---------- | ---------- | ----------- | ----------- |
| Henri Ruoste | Kontestro | Egyéni díjlovaglás | 65,674      | 52.         | kiesett       | kiesett       | kiesett       | kiesett    | kiesett    | kiesett     | kiesett     |

## Sportlövészet
Férfi
| Versenyző       | Versenyszám | Selejtező | Selejtező | Döntő   | Döntő    |
| Versenyző       | Versenyszám | Pont      | Helyezés  | Pont    | Helyezés |
| --------------- | ----------- | --------- | --------- | ------- | -------- |
| Eetu Kallioinen | Skeet       | 123       | 3.        | 36      | 4.       |
| Lari Pesonen    | Skeet       | 114       | 28.       | kiesett | kiesett  |

Női
| Versenyző           | Versenyszám | Selejtező | Selejtező | Döntő   | Döntő    |
| Versenyző           | Versenyszám | Pont      | Helyezés  | Pont    | Helyezés |
| ------------------- | ----------- | --------- | --------- | ------- | -------- |
| Satu Mäkelä-Nummela | Trap        | 113       | 24.       | kiesett | kiesett  |

## Tollaslabda
| Versenyző      | Versenyszám | Csoportkör                                                                        | Csoportkör | Nyolcaddöntő      | Negyeddöntő       | Elődöntő          | Bronz- mérkőzés   | Döntő             | Helyezés |
| Versenyző      | Versenyszám | Ellenfél Eredmény                                                                 | Hely.      | Ellenfél Eredmény | Ellenfél Eredmény | Ellenfél Eredmény | Ellenfél Eredmény | Ellenfél Eredmény | Helyezés |
| -------------- | ----------- | --------------------------------------------------------------------------------- | ---------- | ----------------- | ----------------- | ----------------- | ----------------- | ----------------- | -------- |
| Kalle Koljonen | Férfi egyes | E csoport · Luka Wraber (AUT) · 21–13, 21–17 · Viktor Axelsen (DEN) · 9–21, 13–21 | 2.         | kiesett           | kiesett           | kiesett           | kiesett           | kiesett           | kiesett  |